# Teline paivae
Teline paivae é uma espécie de planta com flor pertencente à família Fabaceae. 
A autoridade científica da espécie é (Lowe) P.E.Gibbs & Dingwall, tendo sido publicada em Bol. Soc. Brot. sér. 2, 45: 288. 1971.

## Portugal
Trata-se de uma espécie presente no território português, nomeadamente no Arquipélago da Madeira.
Em termos de naturalidade é endémica da região atrás referida.

## Protecção
Não se encontra protegida por legislação portuguesa ou da Comunidade Europeia.